# 마이크 슐츠
마이클 알란 슐츠(Michael Alan Schultz , 1979년 11월 28일 ~ )는 전 일본 프로 야구 오릭스 버펄로스의 선수이다.
우투우타의 투수로, 2007년 4월 20일 메이저 리그팀 애리조나 다이아몬드백스에서 데뷔한 후 통산 0승 0패 방어율 0.00 삼진 1개를 기록했다. 2008년 일본프로야구팀인 히로시마 도요 카프에 입단해 활약하여 2011년까지 활동하였고 이후 재계약에 실패한후 2012년 3월 워싱턴 내셔널스와 마이너계약을 체결한 후 활동했지만 동년 7월 방출되었다.
2013년 2월 오릭스 버펄로스의 스프링캠프에 참가하여 입단테스트를 받아 합격한 후 2월 22일 오릭스 버펄로스와 정식 입단했다. 하지만 1경기 출장에 그치며 2013년 7월 29일
전력외 통보를 받고 방출되었다.